# یننگا
یننگا یک شاهزاده خانم افسانه‌ای بود که به صورت نمادین مادر مردم موسی بورکینافاسو به حساب می‌آمد. او یک جنگجوی معروف و گرانبها برای پدرش، ناا گبوآ، بنیانگذار پادشاهی داگبون بود که قلمرو پادشاهی آن بخشی از کشور غنای امروزی بود. با این حال شاهزاده خانم در آرزوی سرنوشت دیگری بود و تصمیم گرفت پادشاهی را ترک کند. او در حال فرار با اسبش با یک شکارچی جوان به نام ریاله آشنا می‌شود و از او صاحب فرزندی به نام اودرائوگو می‌شد. اودرائوگو نام خانوادگی معروفی در بورکینافاسو است و به معنای «اسب نر» به افتخار اسبی انتخاب شده است که شاهزاده خانم را به ریاله رسانده بود. یننگا با پسرش اودرائوگو، بنیانگذار پادشاهی موسی در نظر گرفته می‌شوند. روایت‌های مختلفی در مورد فرار شاهزاده خانم از پادشاهی پدرش وجود دارد.

## زندگی‌نامه
یننگا شاهزاده خانم بورکینافاسو بود که بیش از ۹۰۰ سال پیش زندگی می‌کرد. او دختر پادشاه ندگا و ملکه ناپوکو به حساب می‌آمد. ندگا یک پادشاه در اوایل قرن دوازدهم بود. او پادشاه داگبون در شمال غنای کنونی بود. پدر یننگا او را به عنوان یک شکارچی ماهر و مبارز بزرگ کرد. یننگا زیبا بود و نام او نیز به معنای «لاغر» اشاره به زیبایی او دارد. به مرور او تبدیل به یک نماد فرهنگی، زنی با شخصیت قوی و ذهن مستقل و شاهزاده خانمی محبوب شد. او از ۱۴ سالگی در نبرد برای پدرش در برابر ماندینکا که رغیبان آن‌ها محسوب می‌شدند، می‌جنگید. او که در کار با زوبین، نیزه و کمان مهارت داشت و در اسب سواری نیز عالی بود، فرماندهی گردان خود را برعهده داشت. یننگا چنان مبارز مهمی بود که وقتی به سن ازدواج رسید، پدرش از انتخاب همسر برای او یا اجازه ازدواج به او امتناع کرد. یننگا برای ابراز ناراحتی خود به پدرش، مزرعه گندم کاشت. وقتی محصولات مزرعه رشد کرند، او آن مزرعه را برداشت نکرد و اجازه داد پوسیده شوند. او برای پدرش توضیح داد که ازدواج نکردنش همچو برداشت نکردن همین مزرعه است و باعث بی‌ثمری او می‌شود. با این حال ندگا با این کار دخترش متأثر نشد و دخترش را حبس کرد.
یکی از سواران پادشاه به یننگا که در لباس یک مرد پنهان شده بود کمک کرد تا با اسب نر خود از دست پدرش فرار کند. یننگا همراهی با خود داشت اما با حمله مالینکس، همراه او کشته شد و یننگا تنها ماند. او به سمت شمال مسیر خود را ادامه داد. یک شب، هنگامی که یننگا از رودخانه عبور کرد و بر روی اسبش خوابش برده بود، اسب نر یننگا او را به جنگل برد. در جنگل او با یک شکارچی فیل تنها به نام ریاله آشنا شد و با او دوست شد. وقتی شکارچی لباس مبدل یننگا را دید، عاشق او شد. یننگا و ریاله پسر دار شدند و نام آن را اودرائوگو گذاشتند که به معنای «نریان» است و اکنون در بورکینافاسو یک نام رایج محسوب می‌شود. اودراگو نزد پدربزرگش، پادشاه ندگا، که در طول سال‌ها به دنبال شاهزاده خانم یننگا بودند، رفت. پادشاه ندگا وقتی متوجه شد دخترش هنوز زنده است، جشنی ترتیب داد و نمایندگانی را برای بازگرداندن دخترش به نزد او فرستاد. پرنسس یننگا همراه با ریاله با آغوشی باز از پدرش به پادشاهی داگبون بازگشت. پادشاه اطمینان حاصل کرد که نوه‌اش اودراگو بهترین آموزش‌ها را دریافت می‌کند. یننگا دارای سواره نظام، گاو و سایر کالاهایی شد که بعدها برای تأسیس پادشاهی موسی استفاده شدند. اودرائوگو به همراه مادرش پادشاهی موسی را تأسیس کرد.

## میراث
یننگا توسط موسی‌ها به عنوان مادر امپراتوری آنها در نظر گرفته می‌شود و مجسمه‌های بسیاری از او را می‌توان در شهر پایتخت بورکینافاسو و در شهر واگادوگو یافت. یک مجسمه اسب نر طلایی، به نام نریان یننگا، به عنوان جایزه در جشنواره فیلم و تلویزیون پان آفریقا واگادوگو به منتخبان اهدا می‌شود. از سال ۲۰۱۷، پروژه ساخت یک شهر جدید در نزدیکی اواگادوگو در حال انجام است و این شهر یننگا نام خواهد داشت.